# Dios es brasileño
Dios es brasileño (título original: Deus É Brasileiro) es una película cómica de 2003 dirigida por Carlos Diegues y protagonizada por Antônio Fagundes, Wagner Moura y Paloma Duarte.

## Sinopsis
Cansado de los errores de la humanidad, Dios decide tomarse unas justas vacaciones. Pero para hacerlo, debe encontrar un santo que cumpla con sus deberes mientras está fuera. Decide buscarlo en Brasil, un país muy religioso que, sin embargo, nunca tuvo un santo oficialmente reconocido. Escoge entonces a Taoca, quien ve en este inesperado encuentro la oportunidad de resolver sus problemas económicos.

## Reparto
- Antonio Fagundes ... Dios
- Wagner Moura .... Taoca
- Paloma Duarte .... Madá
- Hugo Carvana .... Quincas Batalha
- Stepan Nercessian .... Baudelé Vieira
- Bruce Gomlevsky .... Quinca das Mulas
- Castrinho .... Goro
- Chico de Assis .... Cezão
- Susana Werner ... Señorita Agá
- Toni Garrido .... San Pedro